# Nothofagus betuloides

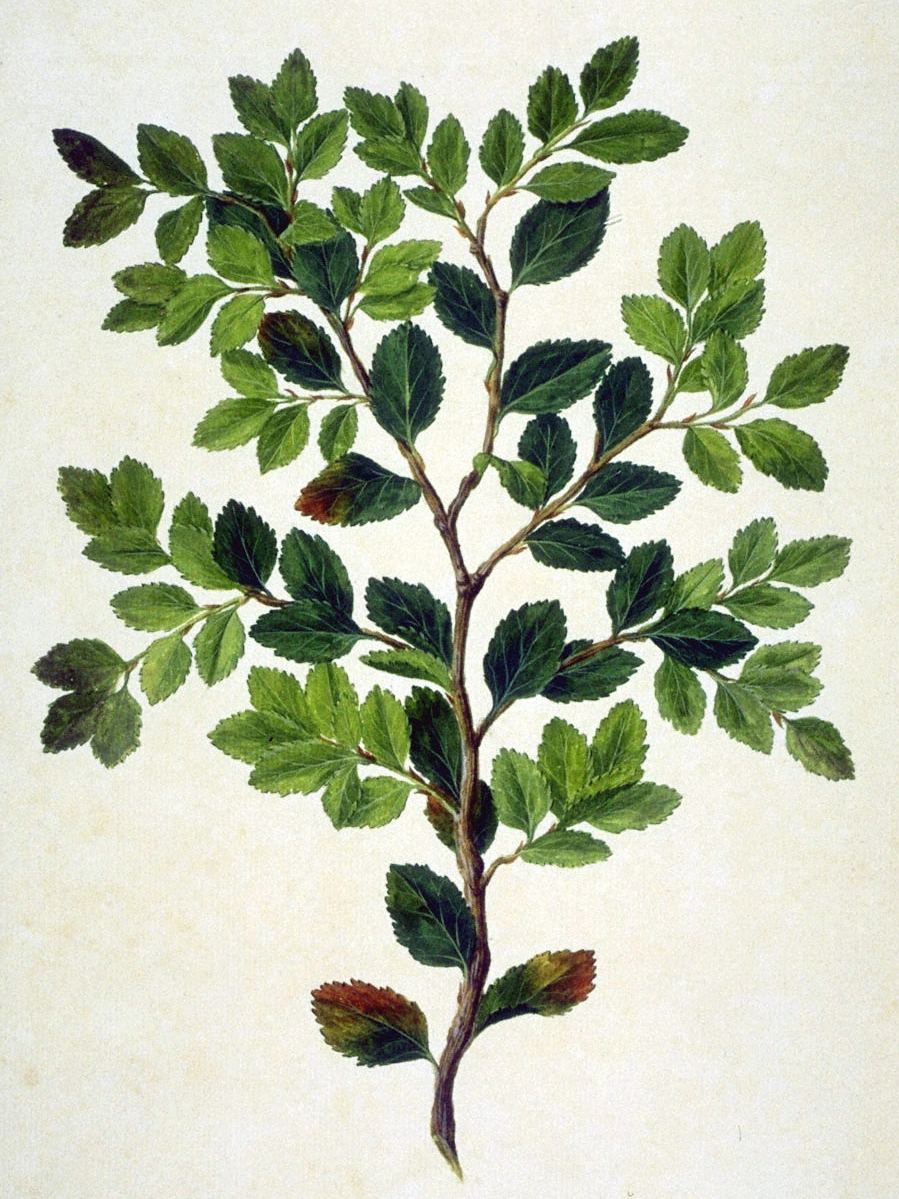
Il·lustració d'espècimens recollits pel Endeavour, Tierra del Fuego, 1769

Nothofagus betuloides (Faig magellànic) és un arbre de fulla persistent, de fins a 25 m d'alt, de port columnar, en el seu ambient natural tolera hiverns freds i absència de calor a l'estiu. Es troba des del nivell del mar fins a 500 m d'altitud. De vegades se'l coneix amb el nom popular de guindo. Es fa en llocs de sotavent de la tundra magallànica
Creix al sud de Xile i de l'Argentina (40° de latitud sud) fins a Tierra del Fuego (56° S), espècimens dels boscos del sud resisteixen fins --20 °C.
Prospera a Escòcia. Arbres d'aquesta espècie plantats a les illes Faroe, importats directament de Tierra del Fuego s'han fet més resistents.
La fusta té molt bones característiques semi-dura i rosada, apta pera mobles i la construcció.